# World Technology Award
World Technology Award (премия) — нью-йоркская премия для поощрения личностей и организаций, создающих инновации в естественнонаучном и технологическом направлениях или связанных с таковыми.
В настоящее время присуждается сообществом World Technology Network. Основана в 1998 г. Впервые была присуждена в 2000 году. События вручения премии и рассказы о лауреатах становятся предметом широкого освещения в крупных североамериканских СМИ. Спонсоры премии - крупные корпорации, работающие в:
- IT-индустрии,
- электронике,
- биржевой торговле,
- фармацевтике,
- генетике.

"Побочным продуктом" премии является сбор вместе - для выбора победителей - влиятельных деятелей - от передовых технологов до стратегически мыслящих финансистов, от концептуальных футуристов до практичных предпринимателей, от писателей в жанре научной фантастики до педантичных маркетологов, от крупных фигур из правительства до узкоспециализированных аналитиков и от транснациональных корпораций до новейших пока еще не известных стартапов. Формируется среда, способствующая уникальной, самоорганизующейся высокоэффективной кооперации, соответствующая запросам новейшей экономики на скоростное внедрение инноваций. Благодаря этому эффекту, премию можно назвать одним из опорных общественных инновационных институтов восточного побережья Северной Америки.

## Мероприятия премии
Организационно, для достижения поставленных целей, премия организует глобальные мероприятия и мероприятия на уровне отдельного штата. Мероприятия открытые: в них участвуют как члены сообщества World Technology Network, так и люди "со стороны", что особенно помогает в выявлении наиболее важных с прикладной точки зрения технологий.
Премия вручается ежегодно на событии под названием World Technology Summit и служит не только поощрению выдающихся инноваторов, но и включению новых членов в сообщество World Technology Network.

## Издания, участвующие в освещении событий премии
- CNN
- time
- The Economist
- Fortune (журнал)
- Businessweek